# Луговой (Костромская область)
Луговой — посёлок в составе Шангского сельского поселения Шарьинского района Костромской области России.

## История
В 1966 г. указом президиума ВС РСФСР поселок кирпичного завода переименован в Луговой.

## Население
| 2008 | 2010 | 2014 |
| ---- | ---- | ---- |
| 6    | ↘0   | ↗4   |